# Canillo
Canillo is qua oppervlakte de grootste parochie (in het Catalaans parròquia) van Andorra en vormt tevens de naam van een plaats binnen deze parochie. De parochie telt 4103 inwoners (2018) en de plaats zelf 1.961 inwoners (2014). De parochie ligt op gemiddeld 1531 meter boven zeeniveau. De plaats Canillo zelf wordt door de Riu de Montaup, een zijrivier van de Valira d'Orient, in tweeën gedeeld. Het plaatsje ademt een middeleeuwse sfeer.
De kerk van Canillo bezit een van de grootste kerktorens van Andorra. De basis van de toren bedraagt zo'n 27 m², maar ook de hoogte van de toren is 27 meter. In de kerk bevindt zich een gotisch standbeeld van Christus.
Andere bezienswaardigheden in de parochie zijn, onder andere de Inclesvallei, het dorpje Ransol, het skiresort Soldeu en het heiligdom van de patroonheilige van Andorra, Onze-Lieve-Vrouw van Meritxell.

## Bezienswaardigheden
- Sint-Johannes-van-Caselleskerk